# Ракија
Ракија је жестоко алкохолно пиће. Добија се једноструком или двоструком дестилацијом масе која се добија алкохолним врењем воћа, ражи, кромпира и сличног. У случају када се ракија производи од воћа које има нешто нижи проценат шећера, као што је јабука, врши се вишеструка дестилација масе, да би се добила жељена концентрација алкохола и чистоћа напитка. Јабукова маса се углавном дестилише три пута и таквим поступком се добија ракија јачине 45% (процената алкохола).
После прве дестилације добија се тзв. „мека” ракија са мањим процентом алкохола, а поновном дестилацијом „меке” ракије добија се „препеченица”. Ради убрзања процеса врења некад се додаје шећер што повећава количину добијеног дестилата али доводи и до смањења његовог квалитета.
У Бугарској је откривен део казана за печење ракије из 11. века.

## Имена на другим језицима
У различитим језицима постоје различита имена за ракију:
- српски језик: ракија
- арапски језик: عرق; арак’
- албански језик:
- бугарски језик:
- македонски језик:
- турски језик:
- румунски језик:
- мађарски језик:
- чешки језик/словачки језик:
- словеначки језик:

## Законска регулатива у Србији
Производња ракије у Србији регулисана је Законом о ракији и другим алкохолним пићима. Њиме је одређено да ракија мора садржати између 15% v/v и 55% v/v етанола, забрањено је додавање синтетичког етанола и шећера, а дозвољено је додавање прописаних адитива, заслађивача и арома. Ракија за личну потрошњу не подлеже овом закону, али је њена продаја забрањена другим лицима, а казна за производњу ракије која није намењена за сопствене потребе се креће од 3.000 до 30.000 динара. Произвођач може производити ракију за сопствене потребе, али је сме продавати тек када се упише у Регистар произвођача ракије и других алкохолних пића, и уколико задовољава законске прописе за производњу ракије намењене тржишту.

## Врсте ракија
Постоје различите врсте ракија, назване по воћу од којег су произведене:
| воће              | српски и хрватски језик         | македонски језик         | бугарски језик                                                   |
| стандардне врсте  | стандардне врсте                | стандардне врсте         |                                                                  |
| ----------------- | ------------------------------- | ------------------------ | ---------------------------------------------------------------- |
| шљива             | шљивовица                       | сливова ракија           | сливова сливовица                                                |
| лоза              | лозовача                        | лозова ракија            | гроздова гроздовица мускатова                                    |
| ком               | комовица (хрв. комовача)        | комова ракија            | джиброва (џиброва) джибровица (џибровица) шльокавица (шљокавица) |
| кајсија           | кајсијевача (хрв. мареличарка)  | ракија од кајсии         | кайсиева (кајсиева)                                              |
| бресква           | бресковача                      | ракија од праски         | праскова                                                         |
| крушка            | крушковача вилијамовка          | ракија од круши          | крушова                                                          |
| јабука            | јабуковача                      | јаболкова ракија         | ябълкова (јабалкова)                                             |
| дуд               | дудовача                        | ракија од црница         | черничева                                                        |
| дуња              | дуњевача                        | ракија од дуња           | дюлева (дјулева)                                                 |
| смоква            | смоквовача                      | ракија од смоква         | смокинова                                                        |
| вишња             | вишњевача (хрв. вишњевац)       | ракија од вишни          | вишновка                                                         |
| трешња            | трешњевача                      | црешова ракија           | черешова                                                         |
| са мешаним воћем  | –                               | –                        | плодова                                                          |
| са додацима       |                                 |                          |                                                                  |
| са ружама         | –                               | –                        | гюлова (гјулова)                                                 |
| са травом/биљкама | траварица                       | билна ракија             | билкова                                                          |
| са клеком         | клековача                       | –                        | –                                                                |
| са орасима        | ораховача (хрв. ораховица)      | ракија од орев / ореовка | орехова                                                          |
| са медом          | медовача (хрв. меденица/медица) | ракија со мед / медовка  | медена                                                           |
| са анисом         | анасонка                        | анасонка                 | анасонлийка (анасонлијка)                                        |

## Галерија
- Котао за дестилацију ракије
- Комина до шљива из које се дестилацијом (печењем) добија шљивовица
- Ракија се служи у малим чашама
- Чокањчићи